# أكمة عبدة (السياني)

تعديل مصدري - تعديل

اكمه عبدة محلة تابعة لقرية الظفاوة، التابعة لعزلة عميد الخارج بمديرية السياني إحدى مديريات محافظة إب في الجمهورية اليمنية.، بلغ تعداد سكانها 110 حسب تعداد اليمن لعام 2004.